# Joseph Kaucsar
Joseph Kaucsar, auch Iosif Kaucsar (* 20. September 1904 in Abeuth, damals Österreich-Ungarn, als Gyula Kaucsar; † 1986 in Frankreich), war ein französischer Fußballspieler.

## Vereinskarriere
Kaucsar wurde im heutigen Grenzgebiet zwischen Ungarn und Rumänien geboren; unklar ist, wie aus seinem ungarischen Vornamen Gyula (Julius) das rumänische Iosif (Josef) wurde. Er kam nach dem Ersten Weltkrieg ins südfranzösische Saint-Raphaël, wo er in einer Kfz-Werkstatt arbeitete und ab 1923 für den örtlichen Verein Stade Raphaëlois Fußball spielte. Der Mittelläufer wird als Abwehrspieler „von eisernem Willen, sehr athletisch, als Manndecker ebenso mitleidslos wie wirkungsvoll, ungestüm, aber bestimmt“ beschrieben.
Einen nationalen Titel gewann er mit diesem Klub nicht; allerdings stand er 1927 und 1929 mit Stade jeweils im Halbfinale des französischen Landespokalwettbewerbs – 1929 gegen den Klub, dem sich der kurz zuvor zum Nationalspieler gewordene Kaucsar zwei Jahre später anschloss, nämlich Sports Olympiques Montpelliérains. Mit Montpellier, das sich 1937 in Stade Olympique Montpelliérain umbenannte, spielte er ab der Einführung des Professionalismus (Saison 1932/33) als Berufsfußballer, bis 1935 in der Division 1 und nach dem Abstieg noch mehrere Jahre in der zweiten Division. Von 1934 bis 1938 stand er dort mit seinem neun Jahre jüngeren Bruder Alfred in einer Mannschaft; er selbst spielte ab 1939 oder 1940 noch bis weit in sein fünftes Lebensjahrzehnt hinein für den Montpellier Athletic Club.

## In der Nationalmannschaft
Joseph Kaucsar soll auch schon für Rumänien international gespielt haben, ehe er – nach Annahme der französischen Staatsbürgerschaft wenige Wochen zuvor – im März 1931 zum ersten Mal in die französische Nationalelf berufen wurde. Er debütierte beim ersten offiziellen Länderspiel gegen Deutschland und hatte aufgrund seiner Abwehrleistungen insbesondere gegen dessen Torjäger Richard Hofmann großen Anteil am 1:0-Sieg der Bleus. Deshalb bestritt er auch die nächsten 13 französischen Begegnungen in Folge. Beim 1:0-Erfolg über Spanien im April 1933 verletzte er sich schwer, wurde durch Georges Verriest ersetzt und kam danach nur noch einmal, elf Monate später, zu einem internationalen Einsatz. Dadurch verpasste er auch die WM-Teilnahme 1934. Einen Treffer erzielte er in seinen 15 Länderspielen nicht, lief aber einmal als Mannschaftskapitän auf.
Zu den Höhepunkten zählte sein Mitwirken beim 5:2-Erfolg über „Lehrmeister“ England im Mai 1931: Kaucsar hatte sich bei einem Zweikampf eine Kopfplatzwunde zugezogen und spielte den Rest der Partie „mit blutverschmiertem Gesicht“. Für ihn steht auch ein Länderspiel gegen Rumänien (Juni 1932) zu Buche. Gegen Deutschland war er noch ein weiteres Mal dabei (3:3 im März 1933); auch gegen die Schweiz (beim 3:3 1932 und beim 0:1 zwei Jahre später) sowie gegen Österreich (Februar 1933, 0:4) hat er das Nationaltrikot getragen.

## Palmarès
- 15 A-Länderspiele für Frankreich (kein Treffer), davon zwei in seiner Zeit bei Saint-Raphaël und 13 bei Montpellier

## Nachweise und Anmerkungen
1. ↑  seinem Datenblatt bei der FFF zufolge am 20. Juli (siehe unter Weblinks)
2. ↑  Todesjahr nach weltfussball.de
3. ↑  Chaumier, S. 174f.
4. ↑  Marc Barreaud: Dictionnaire des footballeurs étrangers du championnat professionnel français (1932-1997). L’Harmattan, Paris 1998, ISBN 2-7384-6608-7, S. 50
5. ↑  Chaumier, S. 175; allerdings wird Kaucsar in keiner rumänischen Aufstellung von 1922 bis 1931 erwähnt, die sich bei romaniansoccer.ro findet.
6. ↑  Pierre Delaunay/Jacques de Ryswick/Jean Cornu: 100 ans de football en France. Atlas, Paris 1983², ISBN 2-7312-0108-8, S. 147
7. ↑  L’Équipe/Ejnès, S. 44; ähnlich Chaumier, S. 174f.
8. ↑  Jean-Philippe Rethacker/Jacques Thibert: La fabuleuse histoire du football. Minerva, Genève 2003², ISBN 978-2-8307-0661-1, S. 102; wörtliches Zitat aus L’Équipe/Ejnès, S. 45
9. ↑  statistische Angaben zu Kaucsars Länderspielkarriere nach L’Équipe/Ejnès, S. 302–304 und 382/383

| Personendaten    | Personendaten                                |
| ---------------- | -------------------------------------------- |
| NAME             | Kaucsar, Joseph                              |
| ALTERNATIVNAMEN  | Kaucsar, Gyula (Geburtsname); Kaucsar, Iosif |
| KURZBESCHREIBUNG | französischer Fußballspieler                 |
| GEBURTSDATUM     | 20. September 1904                           |
| GEBURTSORT       | Abeuth, Österreich-Ungarn                    |
| STERBEDATUM      | 1986                                         |
| STERBEORT        | Frankreich                                   |